# AAA世界タッグチーム王座
AAA世界タッグチーム王座は、AAAが管理、認定している王座。

## 歴代王者
| 歴代   | タッグチーム                                                                    | 戴冠回数 | 獲得日付       | 獲得場所                                   |
| ------ | ------------------------------------------------------------------------------- | -------- | -------------- | ------------------------------------------ |
| 初代   | ラ・セクタ （ダーク・オズ & ダーク・クエルボ）                                  | 1        | 2007年3月18日  | メヒコ州ナウカルパン                       |
| 第2代  | メキシカン・パワーズ （ジョー・ライダー & クレイジー・ボーイ）                  | 1        | 2007年7月15日  | メヒコ州ナウカルパン                       |
| 第3代  | ハロウィン & エクストリーム・タイガー                                           | 1        | 2008年4月27日  | ハリスコ州サポパン                         |
| 第4代  | ニチョ・エル・ミジョナロ & ジョー・ライダー                                     | 1        | 2008年9月14日  | ハリスコ州サポパン                         |
| 第5代  | 森嶋猛 & 石森太二                                                               | 1        | 2010年3月19日  | メキシコシティ                             |
| 第6代  | 潮崎豪 & 青木篤志                                                               | 1        | 2010年5月23日  | 新潟市体育館                               |
| 第7代  | ロス・マニアコス （シルバー・キング & ウルティモ・グラディアドール）            | 1        | 2010年6月6日   | メキシコシティ                             |
| 第8代  | エクストリーム・タイガー & ジャック・エバンス                                   | 1        | 2011年3月21日  | グアナフアト州レオン                       |
| 第9代  | アビス & チェスマン                                                             | 1        | 2011年10月9日  | ヌエボ・レオン州モンテレイ                 |
| 第10代 | バンピーロ・カナディエンセ & ジョー・ライダー                                   | 1        | 2012年10月7日  | サン・ルイス・ポトシ州サン・ルイス・ポトシ |
| 第11代 | メキシカン・パワーズ （ジョー・ライダー & クレイジー・ボーイ）                  | 2        | 2013年6月16日  | メキシコシティ                             |
| 第12代 | ジャック・エバンス & アンヘリコ                                                 | 1        | 2013年10月18日 | プエブラ州プエブラ                         |
| 第13代 | ジョー・ライダー & ペンタゴン・ジュニア                                         | 1        | 2013年12月7日  | ハリスコ州サポパン                         |
| 第14代 | ジャック・エバンス & アンヘリコ                                                 | 2        | 2015年10月4日  | イダルゴ州トラウエリルパン                 |
| 第15代 | ロス・ヘル・ブラザーズ （アベルノ & チェスマン）                                | 1        | 2016年1月22日  | メキシコシティ                             |
| 第16代 | ジャック・エバンス & アンヘリコ                                                 | 3        | 2016年7月17日  | オアハカ州オアハカ                         |
| 第17代 | エアロスター & ドラゴ                                                           | 1        | 2016年8月28日  | メキシコシティ                             |
| 第18代 | ラ・セクタ （ダーク・クエルボ & ダーク・エスコリア）                            | 1        | 2017年3月31日  | メヒコ州ネサワルコヨトル                   |
| 第19代 | ロス・サイコ・サーカス （モンスター・クラウン & マーダー・クラウン）            | 1        | 2017年8月26日  | メキシコシティ                             |
| 第20代 | ラ・セクタ （ダーク・クエルボ & ダーク・エスコリア）                            | 2        | 2017年12月16日 | トラスカラ州アピサコ                       |
| 第21代 | ロス・メルセナリオス （テハノ・ジュニア & レイ・エスコルピオン）                | 1        | 2018年3月25日  | ヌエボ・レオン州モンテレイ                 |
| 第22代 | ルチャ・ブラザーズ （ペンタゴン・ジュニア & フェニックス）                      | 1        | 2019年3月16日  | プエブラ州プエブラ                         |
| 第23代 | ヤング・バックス （マット・ジャクソン & ニック・ジャクソン）                    | 1        | 2019年3月16日  | プエブラ州プエブラ                         |
| 第24代 | ルチャ・ブラザーズ （ペンタゴン・ジュニア & フェニックス）                      | 2        | 2019年6月16日  | ユカタン州メリダ                           |
| 第25代 | FTR （キャッシュ・ウィーラー & ダックス・ハーウッド）                           | 1        | 2021年10月16日 | アメリカ・フロリダ州マイアミ               |
| 第26代 | ラ・ファクシオン・インゴベルナブレ （ドラリスティコ & ドラゴン・リー（2代目）） | 1        | 2022年12月18日 | ゲレーロ州アカプルコ                       |
| 第27代 | アレス & コマンダー                                                             | 1        | 2023年5月20日  | ミチョアカン州モレリア                     |
| 第28代 | ラ・ヌエバ・ヘネラシオン・ディナミタ （サンソン & フォラステロ）                | 1        | 2023年11月19日 | チワワ州シウダー・フアレス                 |
| 第29代 | ネグロ・カサス & サイコ・クラウン                                               | 1        | 2024年6月11日  | チワワ州シウダー・フアレス                 |
| 第30代 | ラジ・デッシィ & サトマン・シン                                                 | 1        | 2024年8月17日  | メキシコシティ                             |
| 第31代 | エンジェル & ベルト                                                             | 1        | 2025年6月15日  | モンテレイ                                 |